# Catasticta suasa
Catasticta suasa is een vlindersoort uit de familie van de witjes (Pieridae), onderfamilie Pierinae.
De wetenschappelijke naam van de soort werd in 1908 gepubliceerd door Röber.